# Simca do Brasil
A Simca do Brasil foi uma subsidiária brasileira da Simca francesa, fundada em 5 de maio de 1958 na cidade de Belo Horizonte, Minas Gerais. Todavia, por motivos operacionais e logísticos (proximidade dos fornecedores de autopeças e do maior mercado consumidor do país etc), a empresa decidiu fechar o escritório mineiro e concentrar suas atividades em São Paulo, onde construiu a sua fábrica de automóveis em São Bernardo do Campo - SP.
O modelo básico produzido pela empresa a partir de 1959, foi o Simca Chambord, inspirado no Simca Vedette Chambord francês. O primeiro Chambord a sair da linha de produção foi oficialmente entregue ao presidente Juscelino Kubitschek no Palácio do Catete, no Rio de Janeiro.
No auge da produção (1964-1965), a empresa chegou a ter 2.300 funcionários. Em 1965, começaram a circular boatos que a Chrysler americana, proprietária da Simca francesa iria assumir o comando da filial brasileira, o que acabou ocorrendo no segundo semestre de 1966. Durante alguns meses, a marca Simca foi mantida, mas, a partir de agosto de 1967, a Simca do Brasil deixou de existir e assim, nascia a Chrysler do Brasil.